# Ataenius brevitarsis
Ataenius brevitarsis är en skalbaggsart som beskrevs av Rudolph Petrovitz 1964. Ataenius brevitarsis ingår i släktet Ataenius och familjen Aphodiidae. Inga underarter finns listade.